# الاستدامة والإدارة البيئية
تتضمن الاستدامة والإدارة البيئية عالميًا، إدارة المحيطات وأنظمة الماء العذب والمنطقة البيئية والغلاف الجوي، وفقًا لمبادئ الاستدامة.
يعد تغيير استخدام الأراضي عنصرًا أساسيًا لعمليات المحيط الحيوي، لأن التعديلات في الحصص النسبية للأرض المخصصة للتمدن، والزراعة، والغابات، والأراضي الخشبية، والأراضي العشبية، والمراعي، تؤثر بشكل ملحوظ على الدورة الحيوية الجيولوجية الكيميائية للماء العالمي والكربون والنيتروجين.
تتضمن إدارة الغلاف الجوي للأرض تقييم جميع جوانب دورة الكربون لتحديد الفرص المتاحة للتصدي لتغير المناخ الناتج عن الأنشطة البشرية، وقد أصبح هذا الأمر محورًا رئيسيًا في البحث العلمي بسبب الآثار الكارثية المحتملة على التنوع الحيوي والمجتمعات البشرية.
تمتلك أنماط دوران المحيطات تأثيرًا كبيرًا على المناخ والطقس، وبالتالي على الأمن الغذائي لكل من البشر والكائنات الحية الأخرى.

## غلاف جوي
أصدر 2500 خبير من خبراء المناخ من 80 دولة بيانًا رئيسيًا مفاده أنه لا يوجد حاليًا أي «عذر» لفشلهم في العمل على الاحتباس الحراري، وأنه بدون وضع أهداف قوية لتخفيض نسبة الكربون «الحادة أو غير القابلة للإلغاء»، قد تحدث تغيرات مناخية «وسيكون من الصعب للغاية على المجتمعات المعاصرة التعامل معها»، وذلك ضمن اجتماع لمجلس المناخ في كوبنهاغن عقد في مارس من عام 2009.
تتضمن إدارة غلاف الأرض الجوي تقييم جميع جوانب دورة الكربون لتحديد الفرص المتاحة للتصدي لتغير المناخ الناتج عن الأنشطة البشرية، وقد أصبح هذا الأمر محورًا رئيسيًا في البحث العلمي بسبب الآثار الكارثية المحتملة على التنوع الحيوي والمجتمعات البشرية. تشمل التأثيرات البشرية الأخرى على الغلاف الجوي تلوث الهواء في المدن والملوثات بما في ذلك المواد الكيميائية السامة مثل أكاسيد النيتروجين وأكاسيد الكبريت والمركبات العضوية المتطايرة والجسيمات المحمولة جواً والتي تنتج الضباب الدخاني الكيميائي الضوئي والأمطار الحمضية، والمركبات الكربونية الفلورية التي تتحلل طبقة الأوزون. تقلل الجسيمات الصناعية مثل الرذاذ الجوي للكبريتات في الغلاف الجوي من الإشعاعات والانعكاسات المباشرة لسطح الأرض والمعروف باسم التعتيم العالمي. تقدر نسبة الانخفاض في التعتيم العالمي بحوالي 4٪ بين عامي 1960 و1990 على الرغم من أن الاتجاه قد انعكس لاحقًا. قد يعكر التعتيم العالمي دورة المياه العالمية عن طريق الحد من التبخر وهطول الأمطار في بعض المناطق. كما أنه يخلق أيضًا تأثيرًا للتبريد، وقد يكون هذا قد أخفى جزئيًا تأثير الغازات الدفيئة على ظاهرة الاحتباس الحراري.

## محيطات
تمتلك أنماط دوران المحيطات تأثيرًا قويًا على المناخ والطقس، وبالتالي على الأمن الغذائي لكل من البشر والكائنات الحية الأخرى. لقد حذر العلماء -تحت تأثير تغير المناخ- من احتمال حدوث تغيير مفاجئ في أنماط دورة التيارات المحيطية، والتي قد تحدث تغيرًا جذريًا في المناخ في بعض مناطق العالم.
تحدث التأثيرات البيئية البشرية الرئيسية في المناطق الأكثر ملاءمة للسكان على حافة المحيط والمصبات والساحل والخلجان. يعيش 10% من سكان العالم -نحو 600 مليون شخص- في المناطق المنخفضة المهددة بارتفاع منسوب البحر.
تشمل توجهات القلق السائدة التي تتطلب الإدارة: الإفراط في صيد الأسماك (بما يتجاوز المستويات المستدامة)؛ وتبييض الشعب المرجانية بسبب تأثير الاحتباس الحراري على المحيطات، وتحمض المحيطات بسبب زيادة مستويات ثنائي أكسيد الكربون الذائب بمياه المحيطات، وارتفاع منسوب البحار بسبب تغير المناخ. تعمل المحيطات بسبب اتساعها، كمكب نفايات ملائم للمخلفات البشرية.
تشمل الاستراتيجيات التصحيحية: إدارة أكثر حذرًا للنفايات، ومراقبة قانونية للصيد الجائر من خلال الاعتماد على استغلال المسامك المستدامة، واستعمال الزراعة المائية والمزارع السمكية بطريقة مستدامة، والحد من انبعاثات الوقود الأحفوري، وتأهيل المواطن الساحلية وغيرها من المواطن البحرية.

## الماء العذب
يغطي الماء 71% من سطح الأرض. 97.5% من هذه المياه هي مياه المحيطات المالحة و2.5% منها هي ماء عذب، معظمها محصور في صفيحة القارة القطبية الجنوبية الجليدية. يعثر على الماء العذب المتبقي في البحيرات والأنهار والمناطق الرطبة والتربة والمياه الجوفية والغلاف الجوي. تعتمد الحياة بأكملها على دورة المياه العالمية المعتمدة على الطاقة الشمسية، والتبخر من المحيطات والأرض لتشكيل بخار الماء الذي يتكاثف لاحقًا في السحب كأمطار، والذي يصبح بعد ذلك الجزء المتجدد من إمدادات الماء العذب.
لم تظهر أهمية الوعي العالمية للحفاظ على المياه من أجل خدمات النظام البيئي إلا مؤخرًا -خلال القرن العشرين- بعد أن فقدت أكثر من نصف المناطق الرطبة في العالم إلى جانب خدماتها البيئية القيمة. تتناقص النظم البيئية للماء العذب الغني بالتنوع الحيوي في الوقت الحالي بوتيرة أسرع من النظم البيئية البحرية أو البرية، ما يجعلها أكثر المواطن ضعفًا في العالم. تسبب زيادة التوسع الحضري تلويث إمدادات المياه النظيفة، ولايزال معظم أنحاء العالم لا يحصل على المياه النظيفة الصالحة للشرب.
في العالم الصناعي، أدت إدارة الطلب إلى تباطؤ معدلات الاستخدام المطلقة، لكن تنقل المياه بشكل متزايد لمسافات شاسعة من المناطق الطبيعية الغنية بالمياه إلى المناطق الحضرية كثيفة السكان، وأصبحت تحلية المياه التي تحتاج للطاقة أكثر استخدامًا. يُركز الآن بشكل أكبر على تحسين إدارة المياه الزرقاء (القابلة للحصاد)، والخضراء (مياه التربة المتاحة للاستخدام النباتي)، وهذا ينطبق على جميع مستويات إدارة المياه.

## الأرض
ينشأ ضياع التنوع الحيوي إلى حد كبير عن ضياع وتفتيت المواطن الناتجان عن الاستيلاء البشري على الأرض، لأغراض التنمية والحراجة والزراعة، إذ يحول رأس المال الطبيعي تدريجيًا إلى رأس مال من صنع بشري. يعد تغيير استخدام الأراضي أمرًا أساسيًا لعمليات المحيط الحيوي لأن التعديلات في الحصص النسبية للأرض المخصصة للتمدن والزراعة والغابات والأراضي الخشبية والأراضي العشبية والمراعي، لها تأثير ملحوظ على الدورة الحيوية الجيولوجية الكيميائية للماء العالمي والكربون والنيتروجين. يمكن لهذا الأمر التأثير سلبًا على كل من النظم الطبيعية والبشرية. على المستوى البشري المحلي، تتحقق فوائد الاستدامة الرئيسية من خلال السعي نحو المدن المستدامة وتنسيق الحدائق المستدامة.

## الغابات
قلل الاستخدام البشري -منذ حصول الثورة الزراعية- الغطاء النباتي في العالم بنحو 47%. تحتل الغابات اليوم حوالي ربع مساحة العالم الخالية من الجليد، ويتواجد نحو نصف هذه الغابات في المناطق الاستوائية، وتزداد مساحة الغابات تدريجيًا في المناطق المعتدلة ومناطق التايغا (باستثناء سيبيريا)؛ ولكن تعتبر إزالة الغابات في المناطق الاستوائية مصدر قلق كبير.
تعدل الغابات المناخ المحلي ودورة المياه العالمية من خلال انعكاس الضوء (وضاءة أو بياض) والنتح التبخري. وتحافظ على التنوع الحيوي، وتحمي جودة المياه، وتحافظ على التربة وجودة التربة، وتوفر الوقود والمستحضرات الدوائية، وتنقي الهواء.
لا تحصل خدمات النظام البيئي المجانية هذه على قيمة سوقية في ظل معظم الأنظمة الاقتصادية الحالية، وبالتالي فإن الحفاظ على الغابات لا يتمتع بإقبال كبير مقارنةً مع الفوائد الاقتصادية الناجمة عن قطع الأشجار وإزالتها، والتي تعيد ثنائي أكسيد الكربون إلى الغلاف الجوي من خلال تدهور التربة والتحلل العضوي.
تقدر منظمة الأمم المتحدة للأغذية والزراعة (الفاو) أن نحو 90% من الكربون المخزن في الغطاء النباتي محصور في الأشجار التي تحجز كربونًا أكثر بنحو 50% من الموجود في الغلاف الجوي. تساهم التغييرات في استخدام الأراضي حاليًا بنحو 20% من إجمالي انبعاثات الكربون في العالم (يعد قطع الأشجار بشكل كثيف في إندونيسيا والبرازيل من الأسباب الرئيسية للانبعاثات). يمكن التخفيف من تغير المناخ عن طريق عزل الكربون في مخططات إعادة التحريج والمزارع الواسعة والمنتجات الخشبية. ويمكن أيضًا استخدام الكتلة الحيوية للأخشاب كوقود متجدد محايد الكربون.
اقترحت منظمة (الفاو) أن الاستخدام الفعال لزراعة الأشجار خلال الفترة 2005-2050 يمكن أن يمتص حوالي 10-20% من الانبعاثات بشرية المنشأ؛ لذلك، يجب أن تكون مراقبة حالة غابات العالم جزءًا من إستراتيجية عالمية لتقليل الانبعاثات، وحماية خدمات النظام البيئي. ومع ذلك، فإن تغير المناخ قد يستبق سيناريو المنظمة هذا، إذ خلصت دراسة أجراها الاتحاد الدولي لمنظمات البحوث الحرجية في عام 2009 إلى أن الإجهاد الناتج عن ارتفاع درجة حرارة 2.5 درجة مئوية (4.5 فهرنهايت) عن مستويات ما قبل الصناعة يمكن أن يؤدي إلى إطلاق كميات هائلة من الكربون. بالتالي، فإن قدرة الغابات على أن تكون بمثابة «مصارف للكربون» معرضة «لخطر الضياع بالكامل».

## الأرض الزراعية
إن إطعام أكثر من ستة مليارات شخص يؤثر سلبًا على موارد الأرض. يبدأ هذا بتخصيص حوالي 38 ٪ من مساحة سطح الأرض وحوالي 20 ٪ من صافي إنتاجيتها الأولية. يضاف إلى ذلك الموارد التجارية للصناعات الزراعية - كل شيء من احتياجات المحاصيل إلى مياه الري والأسمدة الصناعية والمبيدات الحشرية إلى تكاليف الموارد لتعبئة المواد الغذائية والنقل (الآن جزء كبير من التجارة العالمية) وتجارة التجزئة. الغذاء ضروري للحياة. لكن قائمة التكاليف البيئية لإنتاج الغذاء قائمة طويلة: نضوب التربة السطحية والتآكل وظاهرة التصحُّر الناتجة من الحرث المستمر للمحاصيل السنوية؛ الرعي الجائر، التملح (تشبع التربة بالمياه)، الاستخدام المفرط للوقود الحفري، الاعتماد على الأسمدة غير العضوية والمبيدات الصناعية، انخفاض التنوع الوراثي عن طريق الاستخدام الشامل للثقافات الأحادية؛ نضوب الموارد المائية؛ تلوث المياه من جراء الجريان السطحي وتلوث المياه الجوفية؛ المشاكل الاجتماعية بما في ذلك تراجع المزارع الأسرية وضعف المجتمعات الريفية.
تتم الآن معالجة جميع هذه المشاكل البيئية المرتبطة بالزراعة الصناعية والأعمال التجارية الزراعية من خلال حركات مثل الزراعة المستدامة والزراعة العضوية وممارسات تجارية أكثر استدامة.

## الانقراض
على الرغم من أن فقدان التنوع البيولوجي يمكن تعريفه على أنه مجرد فقدان للأنواع، إلا أنه يتوجب حماية الأنواع داخل مساكنها ونظمها الإيكولوجية الطبيعية. بعد الهجرة البشرية والنمو السكاني، ازداد انقراض الأنواع بشكل تدريجي إلى معدل لم يسبق له مثيل منذ حدث انقراض العصر الطباشيري - الباليوجين. يُعرف هذا الانقراض الحالي الناجم عن النشاط البشري للأنواع بأنه أحد أحداث الانقراض الجماعي الستة في العالم، المعروفة بـ حدث انقراض الهولوسين. تشير بعض التقديرات العلمية إلى أن ما يصل إلى نصف الأنواع الموجودة حاليًا قد ينقرض بحلول عام  2100. تتراوح معدلات الانقراض الحالية بين 100 و1000 ضعف مستويات ما قبل البشر مع أكثر من 10 ٪ من الطيور والثدييات المهددة، وحوالي 8 ٪ من النباتات، و5 ٪ من الأسماك وأكثر من 20 ٪ من أنواع المياه العذبة.
تحذر القائمة الحمراء ل IUCN لعام 2008 من أن حالات الجفاف الطويلة الأجل والطقس القاسي تسبب ضغطًا إضافيًا على المساكن الرئيسية، على سبيل المثال، تم تسجيل 1226 نوعًا من الطيور مهددة بالانقراض، وهو واحد من بين كل ثمانية أنواع من الطيور. يحدد مؤشر القائمة الحمراء أيضًا 44 نوعًا من الأشجار في آسيا الوسطى مهددة بالانقراض بسبب الاستغلال المفرط والتنمية البشرية وتهديد غابات المنطقة التي تضم أكثر من 300 أسلاف برية من أصناف الفاكهة والجوز المستأنسة الحديثة.

## الغزوات البيولوجية
نتيجة إقامة المصانع على مساحات شاسعة، تقلصت مساحة الأراضي المخصصة للزراعة، وأصبح هذا التهديد الأكبر للتنوع البيولوجي، بعد تغير المناخ، هو التأثير المدمر لغالبية الأنواع.
سهّل النقل العالمي المتزايد الكفاءة انتشار الكائنات الحية عبر الكوكب. يتم توضيح الخطر المحتمل لهذا الجانب من العولمة بشكل صارخ من خلال انتشار الأمراض البشرية مثل فيروس نقص المناعة البشرية المكتسب / الإيدز، مرض جنون البقر، أنفلونزا الطيور وأنفلونزا الخنازير، ولكن النباتات والحيوانات الغازية لها أيضًا تأثير مدمر على التنوع البيولوجي المحلي. يمكن للكائنات غير الأصلية أن تشغل الأراضي والمناطق الطبيعية المضطربة بسرعة، في ظل غياب الحيوانات المفترسة الطبيعية، فإنها قادرة على الازدهار. على المستوى العالمي، تتم معالجة هذه المشكلة من خلال الشبكة العالمية للمعلومات الأنواع الغازية، لكن هناك تشريع دولي محسّن للأمن الحيوي لتقليل انتقال مسببات الأمراض والكائنات المجتاحة. أيضا، من خلال تشريعات CITES هناك سيطرة على التجارة في الأنواع النادرة والمهددة بالانقراض. تعمل برامج التوعية العامة على نحو متزايد على تنبيه المجتمعات المحلية والبستانيين وصناعة الحضانات وجامعي الحيوانات الأليفة وصناعات الأحياء المائية إلى الآثار الضارة للأنواع الغازية المحتملة.

## مقاومة التغيير
أثبتت مشكلة الاستدامة البيئية صعوبة حلها. حاولت الحركة البيئية الحديثة حل المشكلة بعدة طرق ولكن تم إحراز تقدم ضئيل، كما يتضح من الافتقار إلى التقدم الكافي بشأن مشكلة تغير المناخ. يوجد شيء داخل النظام البشري يعوق التغيير إلى وضع مستدام للسلوك. أن سمة النظام هي مقاومة التغيير النظامية. تُعرف مقاومة التغيير أيضًا باسم المقاومة التنظيمية أو حواجز التغيير أو مقاومة السياسة.